# Восьмой флот США
Восьмой флот ВМС США существовал в годы Второй мировой войны в Средиземном море. Базируясь на африканском побережье, флот был частью Атлантического морского командования под руководством адмирала Генри Хьюитта Восьмой флот провёл ряд успешных десантных операций: «Факел», «Хаски», «Лавина», «Драгун». 15 сентября 1945 года соединение влилось в Двенадцатый флот ВМС США.
Начало «Холодной войны» с СССР привело к возрождению Восьмого флота на Средиземноморском театре. Адмирал Марк Митшер 1 марта 1946 года возглавил ударную группировку, состоявшую из новейших кораблей: авианосцев «Мидуэй» и «Франклин Д. Рузвельт» с эскадрами прикрытия. В январе 1947 года флот стал частью Шестого флота ВМС США.